# Hospital Luis Vernaza
El Hospital Luis Vernaza es uno de los hospitales más grandes de Ecuador, ubicado en la ciudad de Guayaquil. Además, Fue uno de los más completos y como mayor cantidad de pacientes al año, cuenta con el respaldo de la Junta de Beneficencia de Guayaquil.

## Historia

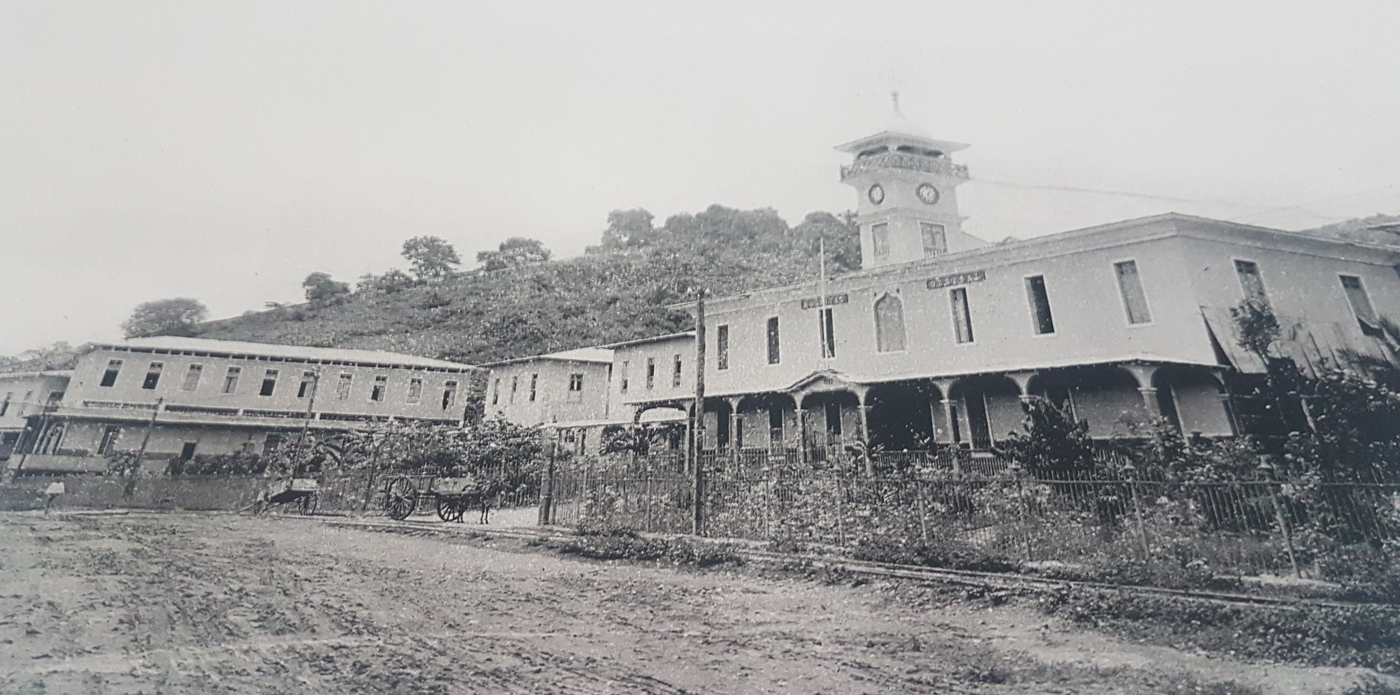
Hospital General (hoy Luis Vernaza) en 1915.

El Hospital Luis Vernaza de la Junta de Beneficencia se remonta a la época de Carlos II, Rey de España. Una de sus ordenanzas fue la fundación de hospitales en todos los pueblos españoles y de indios, para proveer atención y curar a los enfermos, ejerciendo la caridad cristiana. 
El cabildo guayaquileño inició la construcción del hospital, y lo inauguró el 25 de noviembre de 1564. En honor a la figura cuya fiesta se celebra ese día, se lo bautizó con el nombre de Santa Catalina Mártir. Este hospital fue el primero en la Audiencia de Quito y uno de los pocos edificios públicos en el siglo XVI en Guayaquil. En 1888, el presidente del Concejo Municipal de Guayaquil, Don Francisco Campos Coello, al apreciar la situación calamitosa de la salud en la ciudad, propuso conformar una junta de notables para que se encarguen de manejar las instituciones de bienestar público. Así nació la denominada Junta Municipal, posteriormente denominada Junta de Beneficencia de Guayaquil. En 1896, el antiguo edificio del hospital (en esos días llamado Hospital Civil) fue consumido por las llamas del gran incendio de la ciudad. Se inició con su nueva construcción de madera el 10 de agosto de 1904 para posteriormente iniciar un edificio de cemento en 1918. El edificio fue inaugurado ocho años después. 
El 12 de agosto de 1942, el Hospital General cambió su nombre por última ocasión, esta vez en honor a uno de los más renombrados benefactores y directores de la Junta de Beneficencia de Guayaquil, Don Luis Vernaza. Debido al gran valor histórico y cultural del hospital, la Junta Cívica de Guayaquil, en agosto de 1971, colocó una placa de bronce en el Auditorio del Hospital Luis Vernaza, reconociendo y dejando constancia que fue fundado el 25 de noviembre de 1564 y es el primero y más antiguo del Ecuador. En 1989, el hospital fue reconocido como Patrimonio Cultural del Ecuador.

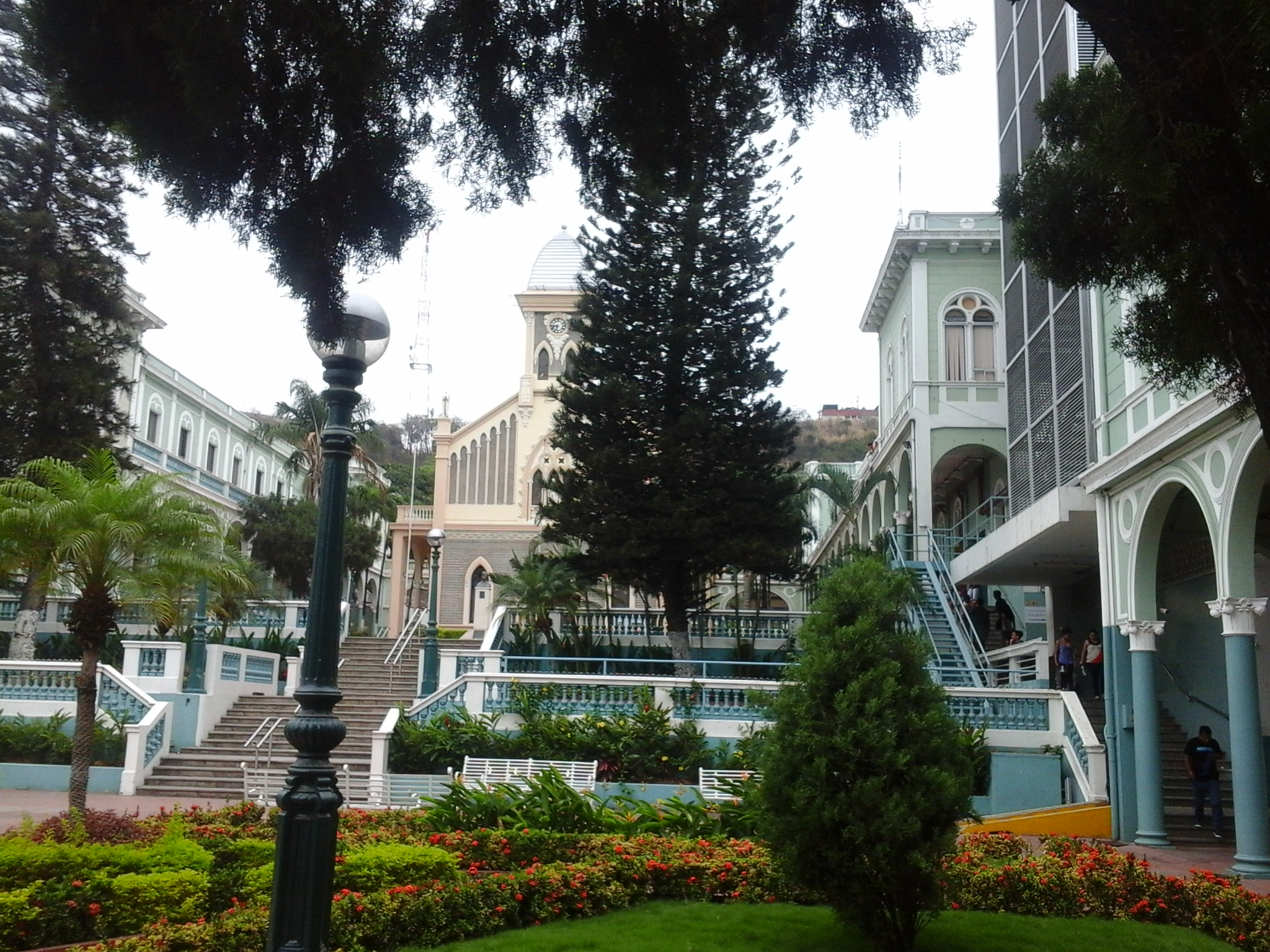
Vista del pequeño parque ubicado en el interior del Hospital.

## Infraestructura
El hospital cuenta con una amplia capacidad de servicio y atención al público, tanto en las áreas de Internación conformadas por 838 camas funcionales, como en la Unidad de Cuidados Intensivos constituida por 73 camas. Esta amplia capacidad estructural y funcional permitió atender en el año 2010, mediante el Servicio de Internación, a 21.073 pacientes y ofrecer 268.080 consultas en el Servicio de Consulta externa, tanto a la comunidad de privada, como por convenios con el Ministerio de Salud Pública, el Instituto Ecuatoriano de Seguridad Social, el Seguro Obligatorio de Accidentes de Tránsito y varias aseguradoras privadas.
La sala de Emergencia del Luis Vernaza es un referente para Guayaquil y para el resto del Ecuador, ya que en este espacio acondicionado se atiende a pacientes de urgencias de cualquier tipo. con un promedio de tres mil pacientes con urgencias al mes, lo que corresponde a mucho más del 50% de las emergencias médicas de la ciudad. Esta área se encuentra abierta las 24 horas del día. 
La infraestructura cuenta con servicios e instalaciones:
| Clínica Sotomayor                           | Pensionado Sotomayor                            | Quirófanos                              | Unidad de Cuidados Intensivos (UCI)                | Clínica del Día                                      | Servicios de apoyo                                      |
| ------------------------------------------- | ----------------------------------------------- | --------------------------------------- | -------------------------------------------------- | ---------------------------------------------------- | ------------------------------------------------------- |
| 2 habitaciones tipo suite                   | 15 camas privadas PB                            | 3 quirófanos en Clínica Sotomayor       | 2 áreas de cuidados intensivos                     | 16 camas para pacientes ambulatorios                 | Farmacia 24 horas                                       |
| 24 habitaciones privadas                    | 25 camas distribuidas en cubículos individuales | Acceso a los 18 quirófanos del hospital | 14 camas (con monitor multiparámetro y respirador) | 3 ambientes tópicos para diagnóstico y examen        | Laboratorio Clínico, microbiología y biología molecular |
| 3 habitaciones privadas junior              | 3 camas para pacientes en aislamiento           | -                                       | Unidad de Quemados                                 | Área de enfermería equipada para atender emergencias | Diagnóstico por Imágenes                                |
| 31 camas semi-privadas                      | Salas de espera acondicionadas                  | -                                       | -                                                  | 2 salas de espera para familiares y amigos           | Servicio de Anatomía Patológica                         |
| Estacionamiento para visitas y/o familiares | Estacionamiento para visitas y/o familiares     | -                                       | -                                                  | Estacionamiento para visitas y/o familiares          | Centro de Nutrición Parenteral y Enteral                |

## Capacidad funcional y especialidades
La amplia gama de especialidades que se atienden en la institución, tanto en su área de Consulta Externa como de Hospitalización: 
| Departamento de medicina interna | Departamento de cirugía |
| --- | --- |
| Medicina Crítica: UCI, TERRES, Perioperatorio | Cirugía General |
| Servicios de Especialidades Clínicas: · Medicina Interna · Cardiología · Dermatología · Gastroenterología · Medicina Física y rehabilitación · Nefrología y Diálisis · Neumología · Psiquiatría · Reumatología · Geriatría · Alergología · Endocrinología · Hematología · Infectología · Neurología | Servicios de Especialidades Quirúrgicas: · Neurocirugía · Otorrinolaringología · Oftalmología · Plástica y Reconstructiva · Proctología · Unidad de Quemados · Urología · Oncología · Ginecología · Angiología · Traumatología y Ortopedia · Cardiovascular · Torácica |
| - | Servicio de Anestesiología |
| - | Servicio de Quirófanos |
| - | Servicio de Terapia del Dolor |

El Hospital Luis Vernaza es un auténtico centro docente, donde los médicos trabajan y realizan investigación científica. Ha sido reconocidos por la Institución Nacional para el Trasplante de Órganos y Tejidos (INDOT) como uno de los mejores hospitales del Ecuador. Equipados con todo lo que se requiere para realizar trasplantes de riñón, el primer trasplante fue realizado en junio de 1979, y la Unidad de Trasplantes de Órganos y Tejidos fue creada en el año 2009.
El servicio de Terapia respiratoria del hospital Luis Vernaza cuenta con más de 70 colaboradores, quienes participan de forma activa en las diferentes áreas tales como hospitalización, unidades de cuidados intensivos de adultos y la unidad de quemados.
Otro departamento importante del Hospital es el área de terapia física, el cual ha contado con importantes profesionales en la materia. Realizando fisioterapia para pacientes con lesiones de origen osteoneuromuscular.

## Reconocimientos
Desde el 2014, el Instituto Nacional de Donación y Trasplante de Órganos, INDOT, ha venido resaltando esta labor humana y profesional de diversas instituciones por el apoyo que brindan a ciudadanos que requieren un trasplante para salvar o mejorar su vida.
En este sentido, la vicepresidencia del Ecuador reiteró que la vocación de servicio social y el compromiso con el pueblo ecuatoriano de esta casa de salud, “ha permitido que la actividad trasplantológica en nuestro país tenga un desarrollo sostenido que se evidencia en 56 trasplantes hepáticos, 172 renales y más de 1.500 productos en su Banco de Tejidos y 274 de trasplantes de corneas”.
Así mismo, la Vicepresidenta destacó que el reconocimiento que se otorgó este día al Hospital Luis Vernaza es fruto del trabajo profesional, “con su capacidad, experiencia y profesionalismo ha demostrado ser merecedor no solo de este reconocimiento, sino del respeto, la admiración y la gratitud de todo el pueblo guayaquileño y de la Patria
entera”.